# Khalil al-Hayya
Khalil al-Hayya (en arabe : خليل الحية), né le 5 novembre 1960 à Gaza, est un haut responsable du Hamas qui a été élu au Conseil législatif palestinien le 25 janvier 2006 en tant que représentant de la ville de Gaza. Il résidait dans le quartier de Shuja'iyya. Il est actuellement le chef du bureau du Hamas à Gaza et membre du comité directeur du Hamas.
Khalil al-Hayya a déclaré qu'ils avaient attaqué Israël le 7 octobre car il était nécessaire de « changer toute l'équation et de ne pas se contenter d'un affrontement ». Il a également déclaré : « Nous avons réussi à remettre la question palestinienne sur la table, et maintenant personne dans la région ne vit tranquille »,. Au New York Times, il a déclaré que le Hamas n'était pas intéressé par le fait de gouverner Gaza, et que le Hamas avait commencé le 7 octobre à dire aux gens que la cause palestinienne ne mourrait pas.
Sept ou huit de ses proches, dont deux de ses frères, ont été tués par des bombardements israéliens contre sa maison en 2007,. L'un de ses fils a été tué par un bombardement aérien israélien en 2008 alors qu'il dirigeait une brigade de roquettes. Un autre fils, une belle-fille et un petit-fils ont été tués par un bombardement aérien contre sa maison en juillet 2014, lors de la guerre de Gaza de 2014,,.
Il a appelé les Nations Unies à reconnaître un État palestinien à l'intérieur des frontières de la « Palestine historique ».